# 宋廷楨
宋廷楨（？年—？年），廣東廣州府花縣人，清朝政治人物。

## 生平
由進士，嘉慶二十四年二月署四川順慶府岳池縣知縣。